# 伯纳德·金
伯纳德·金（英語：Bernard King，1956年12月4日—），美国NBA联盟前职业篮球运动员。他在1977年的NBA选秀中第1轮第7顺位被新泽西篮网选中。